# Ожедово
Оже́дово — деревня в Старорусском районе Новгородской области, входит в состав Новосельского сельского поселения.
Расположена на левом берегу реки Порусья в 4 км от автодороги Старая Русса—Холм. Ближайшие населённые пункты: деревни Соколово (4 км к западу), Каменка (3 км к югу), Клинково (3 км к северу). Площадь территории деревни 28,3 га.
В Новгородской земле эта местность относилась к Шелонской пятине. Известно также, что в средние века рядом с Ожедово находился центр Воскресенского погоста.
В 1947 году в Ожедово была построена одноэтажная начальная школа. В избах был размещён пришкольный интернат.
Но северо-восточной окраине деревни располагается братское захоронение погибших в годы Великой Отечественной войны.

## Население
| 2010 | 2011 |
| ---- | ---- |
| 8    | ↘5   |